# Christopher Latham
Christopher Jack Latham (Bolton, 6 febbraio 1994) è un pistard, ciclista su strada e paraciclista britannico. Attivo in formazioni UCI dal 2015 al 2021, dal 2022 gareggia nel paraciclismo come guida di Stephen Bate nelle gare di classe B (ipovedenti su tandem).

## Palmarès

### Pista
- 2012 (Juniores)

Campionati britannici, Inseguimento individuale Junior
Campionati britannici, Corsa a punti Junior
- 2014

Campionati britannici, Inseguimento a squadre (con Germain Burton, Christopher Lawless e Oliver Wood)
- 2015

Oberhausen, Americana (con Oliver Wood)
Campionati europei, Inseguimento a squadre Under-23 (con Germain Burton, Matthew Gibson e Oliver Wood)
Open des Nations sur Piste de Roubaix, Omnium (Roubaix)

### Strada
- 2016 (Team Wiggins, una vittoria)

5ª tappa Olympia's Tour (Reuver > Reuver)

#### Altri successi
- 2014 (100% Me)

Spiere-Helkijn
- 2015 (Team Wiggins)

Putte-Beerzel
Meer-Hoogstraten
Beaumont Trophy
- 2017 (Team Wiggins)

East-Cleveland Klondike Grand Prix

## Piazzamenti

### Competizioni mondiali
- Campionati del mondo su pista

Londra 2016 - Scratch: 9º
Hong Kong 2017 - Inseguimento a squadre: 4º
Hong Kong 2017 - Scratch: 3º
Hong Kong 2017 - Omnium: 18º
Apeldoorn 2018 - Scratch: 12º
- Campionati del mondo su strada

Doha 2016 - In linea Under-23: 35º
- Giochi paralimpici

Parigi 2024 - Inseguimento B: 2º

### Competizioni continentali
- Campionati europei su pista

Anadia 2011 - Chilometro a cronometro Junior: 10º
Anadia 2011 - Americana Junior: 7º
Anadia 2012 - Inseguimento a squadre Junior: 2º
Anadia 2012 - Corsa a punti Junior: 24º
Anadia 2012 - Scratch Junior: 2º
Anadia 2014 - Inseguimento individuale Under-23: 5º
Anadia 2014 - Omnium Under-23: 13º
Anadia 2014 - Americana Under-23: 11º
Atene 2015 - Inseguimento a squadre Under-23: vincitore
Atene 2015 - Scratch Under-23: 8º
Atene 2015 - Americana Under-23: 4º
Grenchen 2015 - Corsa a eliminazione: 3º
Grenchen 2015 - Americana: 12º
Montichiari 2016 - Omnium Under-23: 14º
Berlino 2017 - Scratch: 9º
Berlino 2017 - Omnium: 16º
Berlino 2017 - Americana: 13º
- Campionati europei su strada

Goes 2012 - In linea Junior: ritirato